# Alberto Vianello
Alberto Vianello (Venezia, 29 settembre 1902 – Roma, 20 febbraio 1977) è stato un poeta, ingegnere e bibliotecario italiano.

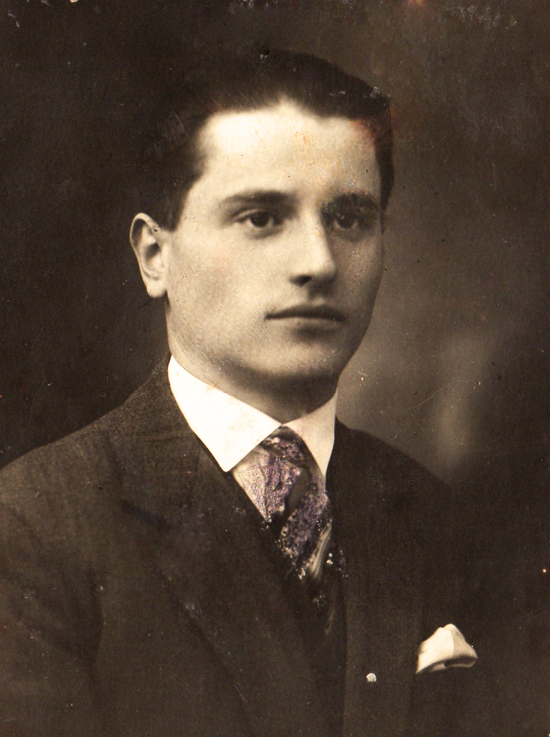
Alberto Vianello

Alberto Vianello faceva parte dei nuovi poeti futuristi presentati da Filippo Tommaso Marinetti. Artista, era presente nell'antologia marinettiana I nuovi poeti futuristi (Roma, Edizioni futuriste di poesia, 1925) insieme a Farfa, Alceo Folicaldi, Aldo Gerbino, Masi Simonetti, ecc.

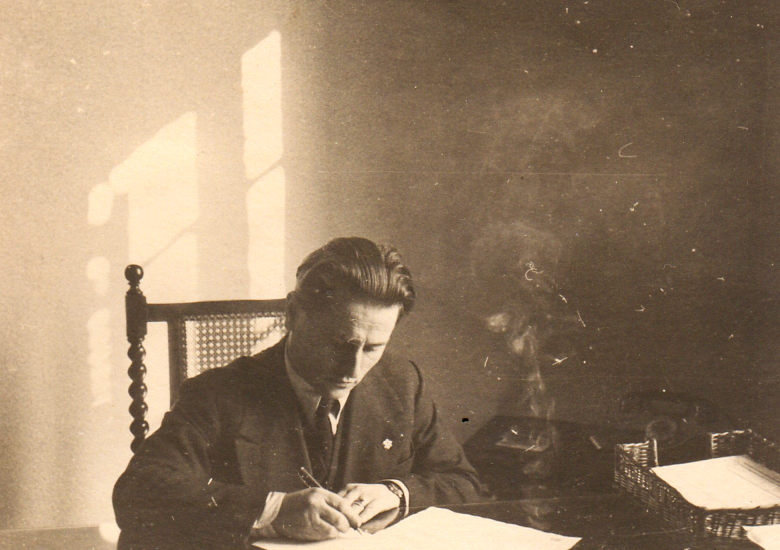
Alberto Vianello

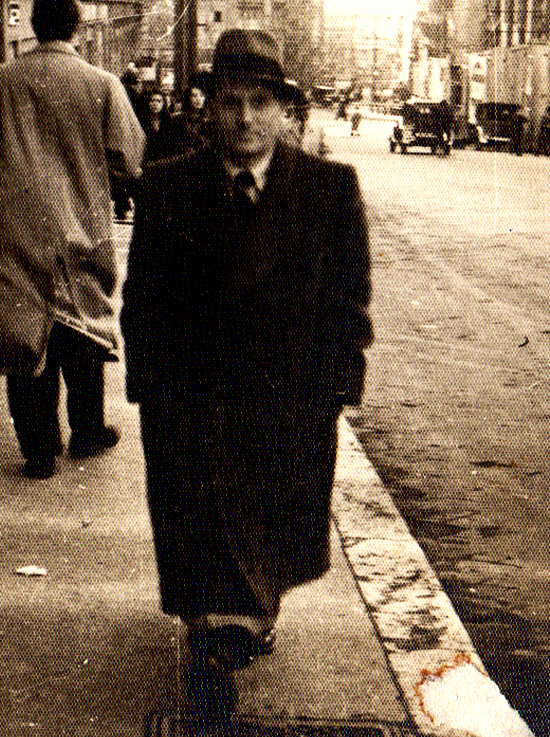
Alberto Vianello a Milano nel 1921

## Biografia
Figlio dell'avvocato Edoardo Vianello e della contessa Maria Luigia Storni Trevisan, Alberto Vianello appartiene all'avanguardia degli anni venti del secolo scorso, in particolare al movimento futurista della seconda ondata. Si laurea giovanissimo in ingegneria chimica e viene assunto a Prato dalla Richard Ginori. Nel suo tempo libero si dedica alla poesia e alla scrittura, collaborando con piccoli giornali locali. Successivamente, lasciata la Ginori ritorna nella sua città, Venezia ed entra all'Ala Littoria, l'antenata dell'Alitalia, dove rimane fino allo scoppio della seconda guerra mondiale.
Nel 1928 sposa una ragazza pugliese che conosce in treno, Matilde, da cui avrà tre figli, Assunta Maria detta Tunni, Leonardo, ed Edoardo.
Al termine della guerra entra all'Arar, un'azienda statale che ha il compito di alienare i residuati di guerra (moto, jeep, tende, carri armati, camion, scatolame e vettovaglie) e successivamente passa al Istituto Poligrafico e Zecca dello Stato dove rimane fino al pensionamento.
Grande amante della montagna, è stato presidente del Club Alpino Italiano, che, nella sede di Roma, gli ha dedicato la locale biblioteca, da lui scrupolosamente riorganizzata. La sua produzione lirica si ritiene tuttora valida e comunque rispondente alle ambizioni del movimento letterario futurista, che lo annoverò fra i promettenti continuatori di quel corso poetico alla fonte del quale ebbero a sostare scrittori e filosofi come Aldo Palazzeschi, Luciano Folgore, Giovanni Papini, Corrado Govoni, Ardengo Soffici e tanti altri.
La sua prima lirica, Bicchiere d'acqua, costituì per molto tempo il suo cavallo di battaglia e apparve nella Antologia dei nuovi poeti futuristi, a cura di F. T. Marinetti, nel 1925, dalla Casa Editrice L'Alpina di Cuneo.
Alberto Vianello era il padre del cantante Edoardo Vianello, ma anche il cugino dell'attore comico Raimondo Vianello e il nonno del giornalista Andrea Vianello.

## Libri
Oltre il sensibile, raccolta di poesie 

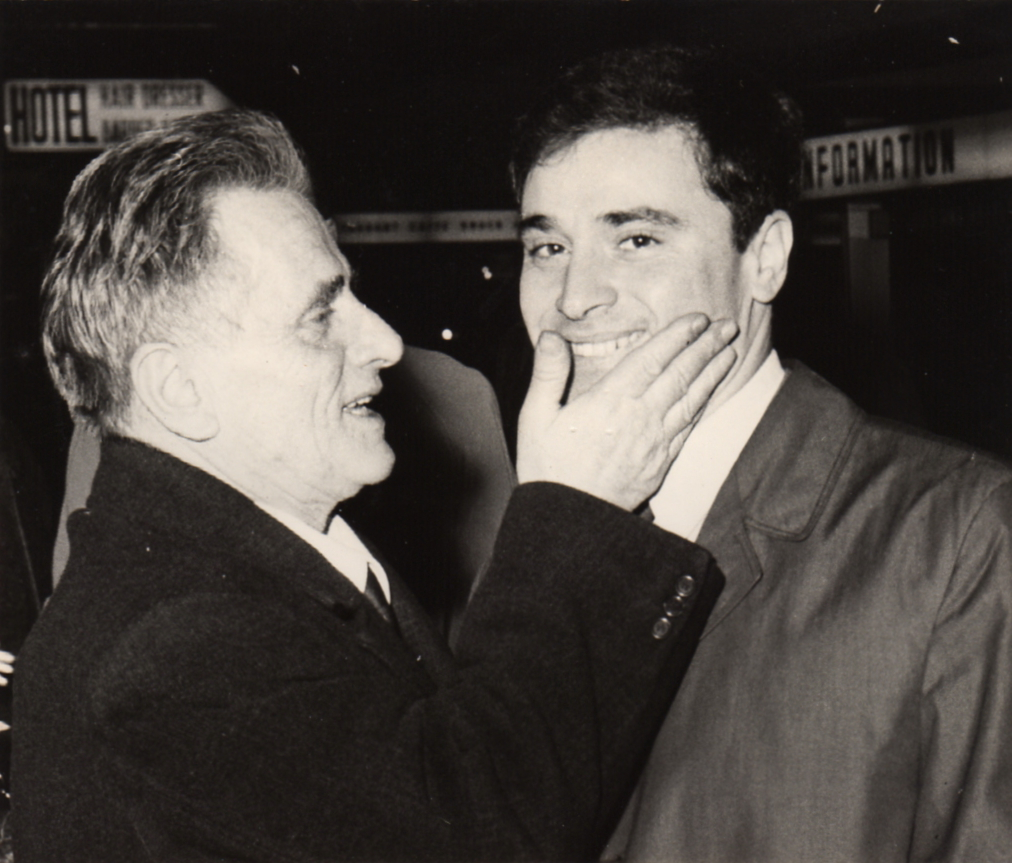
Alberto Vianello con il figlio, Edoardo Vianello

Il poeta futurista Alberto Vianello non è riuscito in vita a pubblicare una raccolta completa delle sue poesie che, fino a qualche tempo fa, sembravano ormai disperse. Deluso dalla scarsa considerazione riservatagli da alcuni critici letterari e dai cambiamenti della società italiana, il poeta abbandonò la sua attività letteraria. È solo grazie alla tenacia dei figli Tunni, Leonardo ed Edoardo, e del nipote Andrea Vianello, i quali con dedizione ed amore hanno intrapreso un'accurata ricerca dell'opera di loro padre e loro nonno, che è stato possibile la pubblicazione per la prima volta della rassegna delle sue poesie Oltre il sensibile. La raccolta è composta da 38 liriche, ognuna corredata da un quadro di sua figlia Tunni. La ricerca ha coinvolto i discendenti dei suoi migliori amici e i suoi parenti veneziani che ne conservavano alcune ed è stata man mano completata attraverso il ritrovamento di piccoli appunti, quasi indecifrabili per la piccolissima grafia che era solito usare, nascosti fra i suoi documenti; ma anche dalle pagine di vecchi libri rimasti ad Edoardo sono riemersi i suoi versi e da alcuni manoscritti conservati presso la Biblioteca del Club Alpino Italiano di Roma che porta il suo nome.